# Кайл-оф-Лохалш
Кайл-оф-Лоха́лш (англ. Kyle of Lochalsh, скотс Kile of Lochalsh, гэльск. Caol Loch Aillse) — посёлок на северо-западном побережье Шотландии, в округе Хайленд. Был основан в XIX веке — после того, как в этих краях была проложена железная дорога (хотя одиночные поселения существовали здесь с 1600 года).